# Ingoldsby
Ingoldsby är en ort och civil parish i Storbritannien.   Den ligger i grevskapet Lincolnshire och riksdelen England, i den sydöstra delen av landet, 150 km norr om huvudstaden London. Ingoldsby ligger 75 meter över havet och antalet invånare är 254.
Terrängen runt Ingoldsby är platt, och sluttar österut. Runt Ingoldsby är det ganska tätbefolkat, med 139 invånare per kvadratkilometer. Närmaste större samhälle är Grantham, 11,1 km nordväst om Ingoldsby. Trakten runt Ingoldsby består till största delen av jordbruksmark.